# Юнес, Клод Марк
Клод Марк Юнес (Пустой шаблон {{ВД-Преамбула}} ) — украинский фехтовальщик, специализирующийся на рапире. Мастер спорта Украины.

## Биография
Родился во Львове. Учился во Львовском государственном училище физической культуры (2006—2011) и Львовском государственном университете физической культуры (2011—2013).
Фехтованием начал заниматься в 2002 года в спортивном клубе «Динамо». Его тренером являлся Сергей Адольфович Гаравский.
Юнес трижды становился чемпионом Украины среди юниоров (2006—2008), а в 2008 году завоевал золото на юниорском чемпионате Европы в Амстердаме.
В 2009 году впервые стал чемпионом Украины среди взрослых на соревнованиях в Харькове, после чего неоднократно подтверждал этот титул, имея в своём активе в том числе, семь золотых наград подряд (2019—2025).
На взрослом чемпионате мира дебютировал в 2007 году в Москве и с тех пор принял участие ещё в 11 чемпионатах мира: в 2009, 2010, 2011, 2013, 2014, 2015, 2017, 2018, 2019, 2022 и 2023 годах.
Также 15 раз выступал на чемпионатах Европы (2009, 2010, 2011, 2012, 2014, 2015, 2016, 2017, 2018, 2019, 2022, 2023, 2024), однако медалей не завоёвывал. Лучший результат — выход в 1/4 финала, которого он достиг на четырёх турнирах.
Представлял Украину на Универсиадах 2013 и 2017 годов, а также на Европейских играх в 2015 и 2023 годах.
Владеет украинским, русским, английским и арабским языками.

## Достижения
Чемпионат Украины:
- 2009 — золото (рапира)[1]
- 2010 — золото (рапира)[1]
- 2012 — золото (рапира)[1]
- 2015 — золото (рапира)[6]
- 2017 — золото (рапира)[7]
- 2019 — золото (рапира)[8]
- 2020 — золото (рапира), серебро (командная рапира)[9]
- 2021 — золото (рапира), золото (командная рапира)[10]
- 2022 — золото (рапира)[11]
- 2023 — золото (рапира)[12]
- 2024 — золото (рапира), золото (командная рапира)[13]
- 2025 — золото (рапира)[2]

## Рейтинг
| Юниоры   | Юниоры | Юниоры | Юниоры | Юниоры | Взрослые | Взрослые | Взрослые | Взрослые | Взрослые | Взрослые | Взрослые |
| 04/05    | 05/06  | 06/07  | 07/08  | 08/09  | 06/07    | 07/08    | 08/09    | 09/10    | 10/11    | 11/12    | 12/13    |
| -------- | ------ | ------ | ------ | ------ | -------- | -------- | -------- | -------- | -------- | -------- | -------- |
| 150      | 213    | 65     | 30     | 33     | 478      | 481      | 158      | 99       | 47       | 93       | 71       |
| Взрослые |        |        |        |        |          |          |          |          |          |          |          |
| 13/14    | 14/15  | 15/16  | 16/17  | 17/18  | 18/19    | 19/20    | 20/21    | 21/22    | 22/23    | 23/24    | 24/25    |
| 40       | 118    | 52     | 67     | 66     | 47       | 46       | 65       | 50       | 52       | 114      | 213      |